# دنطواناوات
الدنطواناوات (الاسم العلمي: Danthonioideae) هي أسرة من النباتات تتبع الفصيلة النجيلية من رتبة القبئيات.

## أجناس الدنطواناوات
- الدنطوان